# Хаун, Франтишек
Франтишек Хаун (чеш. František Chaun; 26 января 1921, Каплице — 31 декабря 1981, Прага) — чешский композитор.

## Биография
Родился 26 января 1921 года в Каплице.
Брал частные уроки композиции у Клемента Славицкого и Индржиха Фельда, однако в значительной степени остался самоучкой, получив высшее образование как фармацевт.
Умер 31 декабря 1981 года в Праге.

## Творчество
Бо́льшая часть сочинений Хауна написана во второй половине 1960-х годов. Среди них наиболее важное место занимают трилогия пьес для оркестра по мотивам произведений Франца Кафки — «Превращение», «Замок» и «Процесс» (1964—1969) — и «Посвящение Дюбюффе» (фр. Hommage á Dubuffet; 1971) по мотивам трёх работ Жана Дюбюффе. Хауну принадлежат также концерт для скрипки и виолончели с оркестром (1969), «Пять образов» (чеш. Pět obrázků) для оркестра (1970), трио для кларнета, валторны и контрабаса и другое.